# (5322) Ghaffari
Pour les articles homonymes, voir Ghaffari.
(5322) Ghaffari est un astéroïde de la ceinture principale.

## Description
(5322) Ghaffari est un astéroïde de la ceinture principale. Il fut découvert le 26 août 1986 à La Silla par Henri Debehogne. Il présente une orbite caractérisée par un demi-grand axe de 2,86 UA, une excentricité de 0,01 et une inclinaison de 3,3° par rapport à l'écliptique.

## Compléments